# 维尼约
维尼约（法語：Vignieu，法語發音：[viɲø]）是法国伊泽尔省的一个市镇，属于拉图尔迪潘区。

## 地理
维尼约（45°37'41"N, 5°25'29"E）面积9.4 平方千米，位于法国奥弗涅-罗讷-阿尔卑斯大区伊泽尔省，该省份为法国东南部内陆省份，北起顺时针与安省、萨瓦省、上阿尔卑斯省、德龙省、阿尔代什省、卢瓦尔省和罗讷省。
与维尼约接壤的市镇（或旧市镇、城区）包括：多洛米约、蒙卡拉、圣谢夫、塞尔梅里约、瓦斯兰、韦兹龙斯-屈尔坦。

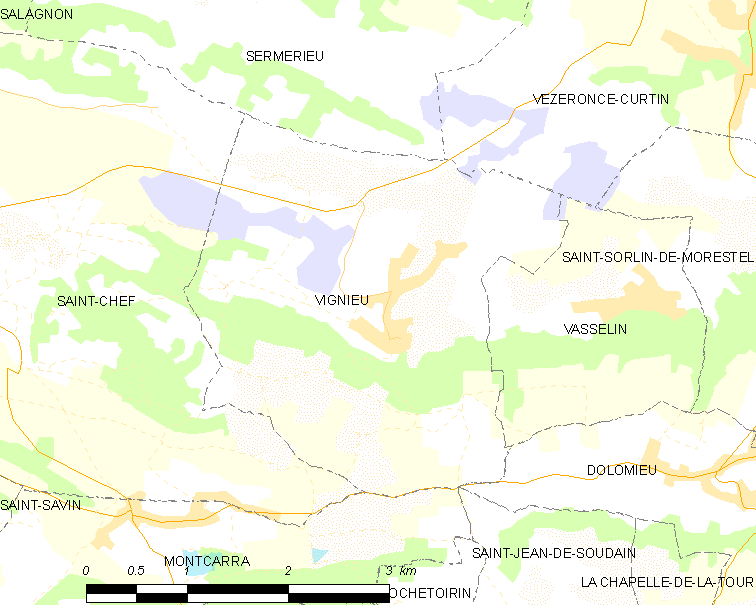
维尼约的OSM定位图

维尼约的时区为UTC+01:00、UTC+02:00（夏令时）。

## 行政
维尼约的邮政编码为38890，INSEE市镇编码为38546。

## 政治
维尼约所属的省级选区为莫雷斯泰勒县。

## 人口

1962-2008年间维尼约人口变化图示

维尼约于2022年1月1日时的人口数量为961人。